# پارک جی هوان
پارک جی هوان (کره‌ای: 박지환؛ زادهٔ ۵ سپتامبر ۱۹۸۰) بازیگر اهل کره جنوبی است. او در سال ۱۹۹۹ در موی زرد حضور پیدا کرد و سپس بازیگری سینما را در فیلم شهر خشونت آغاز کرد. از آن زمان تاکنون، پارک در فیلم‌ها و مجموعه‌های تلویزیونی متعددی از جمله قانون شکنان (۲۰۱۷)، نامحسوس (۲۰۱۷) و سگ سیاه (۲۰۱۹) ایفای نقش کرده‌است. پارک جی هوان در ابتدا به طراحی مد علاقمند بود و سپس تصمیم گرفت که مسیر شغلی خود را تغییر دهد و در آکادمی هنر فیلم کره‌ای شرکت کند. از جمله نقش‌های شاخص او می‌توان به نقش پدر مجرد در غم‌های ما (۲۰۲۲) اشاره کرد.

## فیلم‌شناسی

### فیلم
| سال  | عنوان                                 | نقش                   |
| ---- | ------------------------------------- | --------------------- |
| ۲۰۰۶ | شهر خشونت                             | رئیس گنگ نوجوان       |
| ۲۰۰۸ | یک سگ چونگ‌گه‌چون                       | مین سو                |
| ۲۰۰۹ | خسته                                  | کو گال                |
| ۲۰۰۹ | یک رودخانه کور                        | حضور افتخاری          |
| ۲۰۱۳ | آنتی گس اسکین                         | بو شیک                |
| ۲۰۱۳ | راه خانه                              | ها ته گوانگ           |
| ۲۰۱۴ | ویرجین تئوری: ۷ گام برای رسیدن به اوج | مرد مست               |
| ۲۰۱۴ | مرد عاشق                              | «دندان طلا»           |
| ۲۰۱۴ | دیکتاتور من                           | لیدر تیم مشاوره       |
| ۲۰۱۴ | بازی بزرگ                             | مرد بی‌خانمان          |
| ۲۰۱۴ | کلینیک عشق                            | ارشد در دانشکده پزشکی |
| ۲۰۱۵ | بی شرم                                | سون کیونگ سو          |
| ۲۰۱۵ | مرد بد                                | کارآگاه کیم جو وون    |
| ۲۰۱۵ | ببر                                   | شکارچی هوان           |
| ۲۰۱۶ | یک دادستان خشن                        | چول گو                |
| ۲۰۱۶ | بازیگر عالی                           | جونگ بونگ             |
| ۲۰۱۷ | جنگجویان سپیده‌دم                      | گوروتا                |
| ۲۰۱۷ | قانون شکنان                           | جانگ یی سو            |
| ۲۰۱۷ | ۱۹۸۷: وقتی روز فرا می‌رسد              | کارآگاه               |
| ۲۰۱۸ | نامحسوس                               | چون شیک               |
| ۲۰۱۸ | دراگ کینگ                             | وانگ مون هو           |
| ۲۰۱۹ | سواها: انگشت ششم                      | جانگ سوک              |
| ۲۰۱۹ | نبرد: غرش پیروزی                      | شیگه‌رک آرایوشی        |
| ۲۰۲۰ | گاوهای چنگ‌انداز به کاه                | کارپ                  |
| ۲۰۲۱ | اسپیریت واکر                          | هنگ ریو               |
| ۲۰۲۲ | دزدان دریایی: آخرین گنج سلطنتی        | آگی                   |
| ۲۰۲۲ | قانون شکنان ۲                         | جانگ یی سو            |
| ۲۰۲۲ | هانسان: خیزش اژدها                    | نا ده یونگ            |
| ۲۰۲۳ | قانون شکنان ۳                         | جانگ یی سو            |
| ۲۰۲۴ | قانون شکنان ۴                         | جانگ یی سو            |
| ن/م  | رئیس                                  | پان هو                |
| ن/م  | قانون شکنان ۵                         | جانگ یی سو            |

### مجموعه تلویزیونی
| سال       | عنوان           | نقش                   | توضیحات                       | منابع |
| --------- | --------------- | --------------------- | ----------------------------- | ----- |
| ۲۰۱۶      | فلوت زن رنگارنگ | هو ته وونگ            |                               |       |
| ۲۰۱۷–۲۰۱۸ | نامحسوس         | گو دو سو              |                               |       |
| ۲۰۱۹      | نوازش قلبت      | لی دو سوب             |                               |       |
| ۲۰۱۹      | گل نوکدو        | کیم گا                |                               | [ ۶ ] |
| ۲۰۱۹      | سگ سیاه         | سونگ یونگ ته          |                               | [ ۷ ] |
| ۲۰۲۰      | کارآگاه خوب     | شوهر سابق کانگ اون هی | حضور افتخاری (قسمت ۴، ۱۴، ۱۶) |       |
| ۲۰۲۲      | غم‌های ما        | جونگ این گوان         |                               | [ ۸ ] |

### مجموعه اینترنتی
| سال  | عنوان           | نقش       | ناور  |
| ---- | --------------- | --------- | ----- |
| ۲۰۲۳ | موجود گیونگ‌سونگ | گاپ پیونگ | [ ۹ ] |

### برنامه تلویزیونی
| سال       | عنوان                  | نقش          | توضیحات   | منابع  |
| --------- | ---------------------- | ------------ | --------- | ------ |
| ۲۰۲۲–۲۰۲۳ | بیرون از چادر در اروپا | عضو بازیگران | فصل ۱ و ۳ | [ ۱۰ ] |